# Serie A w hokeju na lodzie
Serie A (pełna nazwa la Serie A di hockey su ghiaccio) – najwyższy poziom ligowy rozgrywek hokeja na lodzie we Włoszech.

## Historia i charakterystyka
Rozgrywki o Mistrzostwo Włoch w hokeju na lodzie zapoczątkowano w 1924. Obecnie są rozgrywane pod egidą włoskiej federacji hokeja na lodzie - Federazione Italiana Sport del Ghiaccio (FISG). Podobnie jak w przypadku innych rozgrywek ligowych we Włoszech, aktualny mistrz Serie A1 ma prawo noszenia na strojach scudetto w kolejnym sezonie po zdobyciu mistrzostwa Włoch. Puchar zdobywany za mistrzostwo rozgrywek nosi nazwę Rbk Hockey Cup z uwagi na sponsora rozgrywek, firmę Reebok.
W 2013 nazwę ligi Serie A1 zamieniono na Elite.A. W połowie 2014 ligę przemianowano na Serie A.

## Triumfatorzy
- 1925 - HC Milano
- 1926 - HC Milano
- 1927 - HC Milano
- 1928 - Nie rozgrywano
- 1929 - Nie rozgrywano
- 1930 - HC Milano
- 1931 - HC Milano
- 1932 - SG Cortina
- 1933 - HC Milano
- 1934 - HC Milano
- 1935 - HC Diavoli Rossoneri Milano
- 1936 - HC Diavoli Rossoneri Milano
- 1937 - ADG Milano
- 1938 - AC Milanese DG
- 1939 - Nie rozgrywano
- 1940 - Nie rozgrywano
- 1941 - AC Milanese DG
- 1942 - Nie rozgrywano
- 1943 - Nie rozgrywano
- 1944 - Nie rozgrywano
- 1945 - Nie rozgrywano
- 1946 - Nie rozgrywano
- 1947 - HC Milano
- 1948 - HC Milano
- 1949 - HC Diavoli Rossoneri Milano
- 1950 - HC Milano
- 1951 - HC Milano Inter
- 1952 - HC Milano Inter
- 1953 - HC Diavoli Rossoneri Milano
- 1954 - HC Milano Inter
- 1955 - HC Milano Inter
- 1956 - Nie rozgrywano
- 1957 - SG Cortina
- 1958 - Milan-Inter HC
- 1959 - SG Cortina
- 1960 - Diavoli HC Milano
- 1961 - SG Cortina
- 1962 - SG Cortina
- 1963 - HC Bolzano
- 1964 - SG Cortina
- 1965 - SG Cortina
- 1966 - SG Cortina
- 1967 - SG Cortina
- 1968 - SG Cortina
- 1969 - HC Gardena
- 1970 - SG Cortina
- 1971 - SG Cortina
- 1972 - SG Cortina
- 1973 - HC Bolzano
- 1974 - SG Cortina
- 1975 - SG Cortina
- 1976 - HC Gardena
- 1977 - HC Bolzano
- 1978 - HC Bolzano
- 1979 - HC Bolzano
- 1980 - HC Gardena
- 1981 - HC Gardena
- 1982 - HC Bolzano
- 1983 - HC Bolzano
- 1984 - HC Bolzano
- 1985 - HC Bolzano
- 1986 - HC Merano
- 1987 - AS Mastini Varese Hockey
- 1988 - HC Bolzano
- 1989 - AS Mastini Varese Hockey
- 1990 - HC Bolzano
- 1991 - HC Milano Saima
- 1992 - HC Devils Milano
- 1993 - HC Devils Milano
- 1994 - AC Milan Hockey
- 1995 - HC Bolzano
- 1996 - HC Bolzano
- 1997 - HC Bolzano
- 1998 - HC Bolzano
- 1999 - HC Merano
- 2000 - HC Bolzano
- 2001 - Asiago Hockey
- 2002 - HC Milano Vipers
- 2003 - HC Milano Vipers
- 2004 - HC Milano Vipers
- 2005 - HC Milano Vipers
- 2006 - HC Milano Vipers
- 2007 - SG Cortina
- 2008 - HC Bolzano
- 2009 - HC Bolzano
- 2010 - Asiago Hockey
- 2011 - Asiago Hockey
- 2012 - HC Bolzano
- 2013 - Asiago Hockey
- 2014 - Ritten Sport
- 2015 - Asiago Hockey
- 2016 - Ritten Sport
- 2017 - Ritten Sport
- 2018 - Ritten Sport
- 2019 - Ritten Sport
- 2020 - Asiago Hockey
- 2021 - Asiago Hockey
- 2022 - Asiago Hockey
- 2023 - SG Cortina
- 2024 - Ritten Sport